# شارلوت شواب
شارلوت شواب (و. 1952  م) هي ممثلة مسرحية، وممثلة أفلام سويسرية، ولدت في بازل.

## وصلات خارجية
- شارلوت شواب على موقع IMDb (الإنجليزية)
- شارلوت شواب على موقع مونزينجر (الألمانية)
- شارلوت شواب على موقع ألو سيني (الفرنسية)
- شارلوت شواب على موقع أول موفي (الإنجليزية)
- شارلوت شواب على موقع قاعدة بيانات الفيلم (الإنجليزية)
- شارلوت شواب على موقع كينوبويسك (الروسية)